# Majra (córka Atlasa)
Majra (gr. Μαιρα Maīra) – córka Atlasa, żona Tegeatesa, mitycznego założyciela Tegei i jej władcy. Urodziła mu synów Skefrosa i Lejmona. Pod nieobecność rodziców Skefros przyjął bogów: Apollona i Artemidę. Lejmon, uznawszy, że brat obgadywał go przed gośćmi, zabił go. Zginął zaraz potem zastrzelony przez Artemidę z łuku. Tegeates i Majra wróciwszy uczcili bogów ofiarą. Ci jednak nie przyjęli jej i odeszli zagniewani. Kraj dotknęła klęska głodu. Aby przebłagać gniew bogów rodzice ustanowili coroczne święto ku czci Skefrosa, w czasie którego odgrywana była scena pościgu Artemidy za Lejmonem.
Według lokalnej arkadyjskiej tradycji Majra była też matką Kydona, Archediosa, Gortysa i Katreusa. Wyemigrowali oni na Kretę, gdzie założyli Kydonię, Gortydę i Katre. Kreteńczycy nie uznawali jednak tego mitu. Grób Majry i jej męża pokazywano Pauzaniaszowi na agorze Tegei, gdy wędrował po Grecji w II w. n.e.